# Жура
Жура (на френски: Jura) е департамент в регион Бургундия-Франш Конте, източна Франция. Образуван е през 1790 година от южните части на провинция Франш Конте и получава името на планината Юра. Площта му е 4999 км², а населението – 260 004 души (2016). Административен център е град Лон льо Соние.